# 야노정
야노정(矢野町)은 히로시마현 아키군의 옛 정이다. 1975년 3월 20일 야노정은 후나코시정과 함께 히로시마시로 편입합병되며 소멸하였다. 히로시마시에 편입되어 아키구 남부의 야노 지구가 되었다. 지구 전체가 아키군에 둘러싸여 있고, 히로시마시의 다른 지역과 육지로 연결되지 않고 떨어져있다.

## 역사
- 1889년 4월 1일 - 아키군 '야노촌'(矢野村) 설립
- 1917년 10월 1일 - 정제 시행으로 야노촌이 '야노정'(矢野町)이 됨
- 1975년 3월 20일 - 후나코시정과 함께 히로시마시에 편입되어 야노정이 폐지됨